# Tętnica podkolanowa

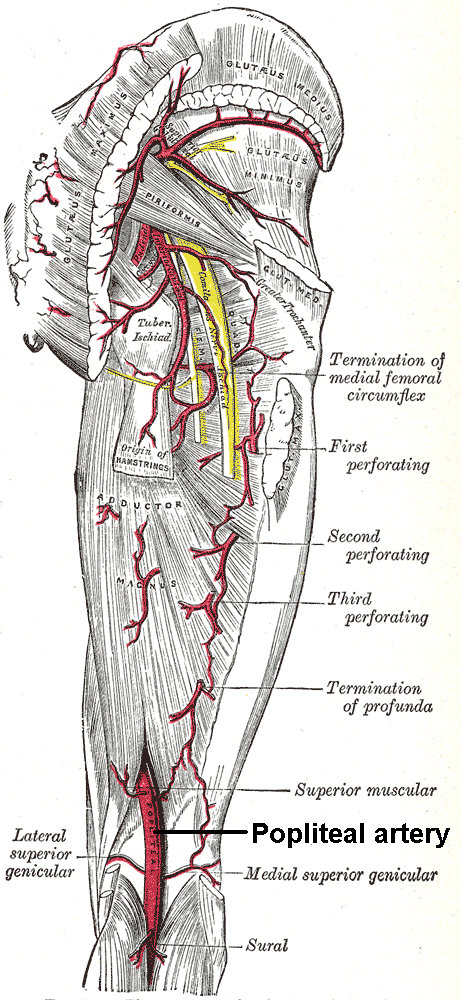
Tętnica podkolanowa podpisana Popliteal artery

Tętnica podkolanowa (łac. arteria poplitea) – w anatomii człowieka tętnica kończyny dolnej, przebiegająca w dole podkolanowym. 
Rozpoczyna się jako przedłużenie tętnicy udowej, gdy przechodzi przez rozwór ścięgnisty przywodzicieli, stanowiący wyjście z kanału przywodzicieli. W dole podkolanowym położona jest głębiej i bardziej przyśrodkowo od żyły podkolanowej. Tętnica, żyła i nerw piszczelowy tworzą wspólny powrózek naczyniowo-nerwowy.
W swoim przebiegu tętnica podkolanowa oddaje następujące gałęzie boczne:
- tętnica górna przyśrodkowa kolana,
- tętnica górna boczna kolana,
- tętnica środkowa kolana[2],
- tętnica dolna przyśrodkowa kolana,
- tętnica dolna boczna kolana,
- gałęzie mięśniowe górne, zespalające się z tętnicami przeszywającymi,
- tętnica łydkowa,
- gałęzie do mięśni podkolanowego i płaszczkowatego.

Jej gałęziami końcowymi są tętnica piszczelowa przednia i tętnica piszczelowa tylna.